# Баутін Микола Миколайович
Мико́ла Микола́йович Бау́тін — полковник Збройних сил України.

## Життєпис
Закінчив Харківський університет повітряних сил. Заступник командира 156-го зенітно-ракетного полку з виховної роботи.
У квітні — жовтні 2014-го керував підрозділом, що виконував бойові завдання з охорони військових містечок частини біля Донецького аеропорту.
3 жовтня 2014 разом з полком повернувся до Дніпропетровська із зони бойових лій, де ніс службу 7 місяців. За цей час підрозділ двічі потрапляв в оточення та численні обстріли «Градами» й важкою артилерією.

## Нагороди
29 вересня 2014 року — за особисту мужність і героїзм, виявлені у захисті державного суверенітету та територіальної цілісності України, вірність військовій присязі під час російсько-української війни, відзначений — нагороджений орденом «За мужність» III ступеня.